# Torre Nuova (San Vincenzo)
La Torre Nuova è una fortificazione costiera situata nel comune di San Vincenzo. La sua ubicazione è in località Stellino, nella parte meridionale del territorio comunale, presso l'omonimo approdo privato, non lontano dalle pendici del promontorio di Poggio San Leonardo e proprio sul confine con il territorio comunale di Piombino.

## Storia
La torre venne fatta costruire dai Medici in prossimità del confine tra il Granducato di Toscana (nel cui territorio rientrava) e il Principato di Piombino (il confine passava lungo il canale adiacente alla torre). I lavori di realizzazione della struttura difensiva ebbero inizio nel 1670 e si conclusero soltanto 53 anni dopo con il definitivo completamento dell'intero complesso, nel 1723. Pur essendo stata denominata "torre" fin dalle origini, la struttura si presentava fin dall'inizio sotto un aspetto maggiormente assimilabile ad una fortificazione costiera dotata di torretta di avvistamento. Le funzioni di avvistamento e di difesa, attiva e passiva, furono svolte ininterrottamente fino al tardo Ottocento, epoca in cui ne fu decisa la dismissione, a cui seguì la vendita a privati nel 1871.

## Descrizione
La Torre Nuova si presenta come un imponente complesso in prossimità della riva del mare, costituito da due corpi di fabbrica parzialmente addossati tra loro, che nell'insieme ha uno sviluppo planimetrico rettangolare. La struttura fortificata, che si articola su tre livelli, è composta da un edificio turriforme, a sezione quadrata, con spesse strutture murarie, che culminavano nella parte sommitale con un loggiato in cui erano disposti gli armamenti, che è stato sostituito da una merlatura durante i lavori di ristrutturazione effettuati in epoca post-ottocentesca.
L'altro corpo di fabbrica, a sezione rettangolare, era originariamente un mulino a vento addossato alla torre, che venne poi trasformato in struttura abitativa una volta dismesso l'intero complesso.